# 空馬
空馬（からうま）またはカラ馬とは、騎乗者（騎手、馬術選手など）が騎乗しているべき馬が、何らかの理由により騎乗者が落馬した際の馬の状態を指す。

## 競馬における空馬
競馬や馬術競技における騎乗者は簡素な鞍や鐙にやや中腰の立ち乗りに近い状態で架かっているだけであるため、馬がバランスを崩した場合や体をのけぞらせたりした場合、いとも容易に落馬が発生する。そうして落馬が発生した競走馬は鞍上に人が乗っておらず、人による制御が行われない空馬となる。
競馬の競走中に空馬となった場合は、馬はその場に停止したり馬群と離れて逸走したりそのまま走ったりと様々な状態となる。
カラ馬がそのまま無人で走り続けた場合、競走馬は落馬した地点で競走中止の扱いとなり、仮にそのまま先頭でゴール入線しても1着にはならず、賞金の支払いや勝馬投票券（馬券）の払い戻しなどは一切行われない。ただし2016年までは落馬した地点で再騎乗するか、騎乗後に落馬した地点まで引き返せば競走続行が可能であったが、2017年以降はこれが認められなくなったため、この場合でも競走中止となるようになった。
カラ馬は騎手が制御している状態ではないため、カラ馬が他馬の妨害を行っても騎乗停止などの制裁の対象とはならず、一方で妨害された競走馬にも救済措置などは行われない。特にカラ馬は鞍上の制御を失ったことで予想外の動きをしかねないため、接触および多重落馬の恐れがあり大変な危険を伴うことから、カラ馬が発生した場合、他の騎手は極力カラ馬の影響を受けないよう細心の注意を払ってレースを行う。
一方で競走前（発馬機からのスタートが行われる前）にカラ馬が発生した場合は競走中止とはならず、再騎乗してレースに参加した場合は通常通り賞金や馬券の配当なども行われる。但しカラ馬がコース内外を放馬し結果として馬体の疲労が著しくなった場合、跛行するなど故障が疑われる場合は、馬体検査を行った後に競走除外となる場合がある。この場合は競走中止ではないため、そのレースの競走終了後（厳密にはレース成立確定後）にそのカラ馬が関わっている馬券がすべて返還となる。
また競走終了後にカラ馬が発生した場合も馬体検査等が行われないだけで、競走前のカラ馬と同様にその馬は競走中止の扱いとならず、馬券の対象となる順位で入線していた場合は通常通り配当金の払い戻しが行われる。
カラ馬は障害飛越時に落馬することが多い障害競走でしばしば見られるが、平地競走でも特にバランスを崩しやすいスタート前後に騎手が落馬することが多い。

## 空馬の確保

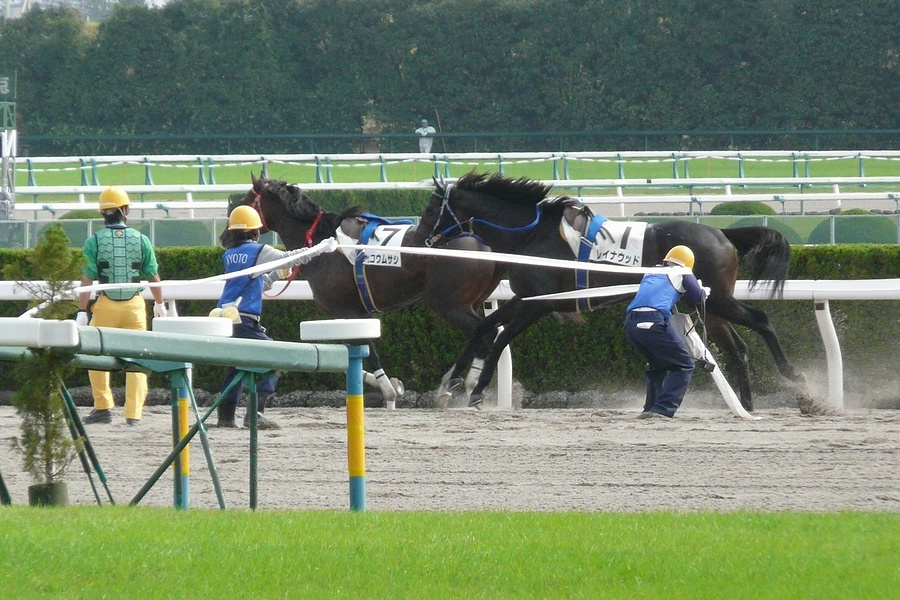
空馬を確保する係員

カラ馬が発生した場合、基本的に騎手もしくは付き添いの厩務員が速やかにハミや腹帯を捕まえることで馬を確保することが出来る。但し馬が暴れたり逸走したりした場合は放馬となり、カラ馬は鞍上が無人のままで暴走を始める。競馬場内でカラ馬が発生した場合は競馬場の従業員が捕獲作業を行うことになる。競走開始前にカラ馬が発生した場合はこの捕獲作業が行われるため、カラ馬が確保されるまで競走は開始されない。逸走状態のカラ馬の捕獲は大掛かりになるため、カラ馬が発生した場合はしばしば競走開始時間の変更が行われる。
競馬場外でカラ馬が逸走を始めた場合は一般人に著しい身の危険が生じるため、競馬関係者のほかに警察や保健所が出動してカラ馬の捕獲作業が行われる。

## 競走中に空馬となった主な競走馬
カラ馬は騎手の制御がないため、大外に膨らんだりするなど効率の悪い走行ラインとなりがちであるが、一方でカラ馬となった競走馬は騎手を乗せていない分だけ軽量な状態での走行となるため、しばしばレース中の他の競走馬よりも早くゴールを駆け抜ける場合がある。
ポルトフィーノは2008年のエリザベス女王杯で武豊をスタート直後に振り落とし、カラ馬のまま先頭で入線しており、これはグレード制施行後のGI競走における初の、また2023年現在唯一の「カラ馬の1位入線」となっている（記録上は「競走中止」）。このほかの1着入線事例は、天皇賞（秋）を制したギャロップダイナが1985年の札幌日経賞で、重賞では1993年の京阪杯でワイドバトルがカラ馬の状態で先頭ゴールしている。
他のGI競走に於ける空馬での上位入線事例では、2022年天皇賞（春）にてシルヴァーソニックがスタート直後につまずいたことで川田将雅が落馬し、そのまま2番手で入線した。
障害レースでは、ノボリハウツーが2007年2月24日の阪神競馬場でのレース中に空馬のままゲートの開いていた競馬場の場外へ逃走し、翌日のスポーツ新聞の一面に取り上げられている。同じく障害レース中に転倒し空馬となったタイタニアムは最終直線で他馬の前に現れ、あわや正面衝突となった。この際実況した白川次郎が「前からタイタニアムが来る」「内に入ってください」と呼びかけたことで知られる。この2頭は次走の障害戦でも障害飛越に失敗し、転倒時の負傷により安楽死処分となっている。
そのいっぽうで、2000年京都ジャンプステークスのシロキタガリバー、2016年東京ハイジャンプのラグジードライブ、2024年東京ジャンプステークスのホッコーメヴィウスなど、複雑な障害コースを騎手の制御なしに走り切って1位入線した空馬も存在する。